# Bolanosa
Bolanosa é um género botânico pertencente à família Asteraceae.